# USL Championship 2020
Navigation
Édition précédente Édition suivante
Le USL Championship 2020 est la dixième saison du USL Championship, le championnat professionnel de soccer d'Amérique du Nord de deuxième division. Il est composé de trente-cinq équipes, toutes basées aux États-Unis depuis le départ du Fury d'Ottawa à l'issue de l'édition précédente.
Cette saison 2020 est profondément marquée par la pandémie de Covid-19 qui frappe les États-Unis et contraint à la suspension de la compétition après seulement quelques rencontres de disputées au début du mois de mars. Le calendrier initial doit être ajusté et réduit lors de la reprise des activités le 11 juillet afin de pouvoir conclure la saison régulière le 4 octobre. De nombreux matchs sont repoussés à des dates ultérieures en raison de cas de Covid-19 parmi les effectifs de certains clubs, plusieurs rencontres ne sont finalement pas jouées. Les séries éliminatoires débutent le 10 octobre sans la présence du tenant du titre, le Real Monarchs qui connait un parcours très difficile en 2020.
Au terme de cet exercice complexe et riche en rebondissements sportifs et extra-sportifs, la finale devant se jouer en Floride entre les Rowdies de Tampa Bay et le Rising de Phoenix le 1er novembre 2020 n'a pas lieu puisque plusieurs membres des Rowdies sont diagnostiqués positifs à la Covid-19. Les deux équipes sont ainsi déclarées championnes de leurs conférences respectives mais aucun titre national n'est attribué.

## Format de la compétition

### Format initial
Les trente-cinq équipes sont réparties en deux conférences : conférence de l'Ouest (18 équipes) et la conférence de l'Est (17 équipes).
Toutes les équipes disputent trente-quatre rencontres, uniquement contre des équipes de leur propre conférence. Sur un format aller-retour où chaque équipe accueille et se déplace chez les dix-sept autres de sa conférence, les deux rencontres restantes des équipes de la conférence de l'Est sont alors jouées face à des clubs rivaux. Le total de rencontres est donc de trente-quatre.
Les dix meilleures équipes de chaque conférence sont qualifiées pour les séries. À chaque tour, c'est l'équipe la mieux classée en saison régulière qui accueille son adversaire.

### Format ajusté
La pandémie de Covid-19 aux États-Unis qui provoque la suspension du championnat pendant plusieurs semaines contraint les dirigeants de la ligue à modifier le format et le calendrier afin de pouvoir poursuivre la saison.
Ainsi, les trente-cinq clubs sont répartis en huit groupes de quatre ou cinq équipes, déterminés sur des critères géographiques. Les deux meilleures équipes de chaque groupe se qualifient pour les séries éliminatoires, pour un total de seize.

## Les trente-cinq franchises participantes

### Carte
| Bold Switchbacks Locomotive Galaxy II Lights Energy Orange County Rising Timbers 2 Monarchs New Mexico Reno Rio Grande Valley Republic San Antonio Loyal Defiance Tulsa Atlanta 2 Legion Union II Battery Hartford Loudoun Independence Indy Louisville Memphis Red Bulls II North Carolina Miami Riverhounds St. Louis Kansas City II Rowdies |

| - Conférence Ouest | - Conférence Est |

### Entraîneurs et stades
| Équipe                          | Ville            | Stade                          | Capacité | Entraîneur               | Franchise MLS affiliée ou partenaire |
| ------------------------------- | ---------------- | ------------------------------ | -------- | ------------------------ | ------------------------------------ |
| Atlanta United 2                | Kennesaw         | Fifth Third Bank Stadium       | 8 318    | Tony Annan (intérim)     | Atlanta United                       |
| Bold d'Austin                   | Austin           | Bold Stadium                   | 5 000    | Marcelo Serrano          |                                      |
| Legion de Birmingham            | Birmingham       | BBVA Field                     | 5 000    | Tom Soehn                |                                      |
| Battery de Charleston           | Charleston       | Patriots Point Soccer Complex  | 5 000    | Michael Anhaeuser        |                                      |
| Independence de Charlotte       | Matthews         | Sportsplex at Matthews         | 5 000    | Mike Jeffries            |                                      |
| Switchbacks de Colorado Springs | Colorado Springs | Weidner Field                  | 5 000    | Alan Koch                | Rapids du Colorado                   |
| Locomotive d'El Paso            | El Paso          | Southwest University Park      | 9 500    | Mark Lowry               |                                      |
| Athletic de Hartford            | Hartford         | Dillon Stadium                 | 5 500    | Radhi Jaïdi              |                                      |
| Eleven d'Indy                   | Indianapolis     | Lucas Oil Stadium              | 62 421   | Martin Rennie            |                                      |
| Galaxy II de Los Angeles        | Carson           | StubHub Center – Track Stadium | 5 000    | Junior Gonzalez          | Galaxy de Los Angeles                |
| Lights de Las Vegas             | Las Vegas        | Cashman Field                  | 9 334    | Frank Yallop             |                                      |
| Loudoun United                  | Leesburg         | Segra Field                    | 5 000    | Ryan Martin              | D.C. United                          |
| Louisville City                 | Louisville       | Lynn Family Stadium            | 11 700   | John Hackworth           |                                      |
| Memphis 901                     | Memphis          | AutoZone Park                  | 10 000   | Ben Pirmann (intérim)    |                                      |
| New Mexico United               | Albuquerque      | Isotopes Park                  | 13 500   | Troy Lesesne             |                                      |
| Red Bulls II de New York        | Montclair        | MSU Soccer Park                | 5 000    | John Wolyniec            | Red Bulls de New York                |
| North Carolina FC               | Cary             | WakeMed Soccer Park            | 10 000   | Dave Sarachan            |                                      |
| Energy d'Oklahoma City          | Oklahoma City    | Taft Stadium                   | 7 500    | John Pascarella          |                                      |
| Orange County SC                | Irvine           | Champions Stadium              | 5 000    | Braeden Cloutier         |                                      |
| Union II de Philadelphie        | Bethlehem        | Subaru Park                    | 18 500   | Marion LeBlanc (intérim) | Union de Philadelphie                |
| Rising de Phoenix               | Tempe            | Casino Arizona Field           | 6 200    | Rick Schantz             |                                      |
| Riverhounds de Pittsburgh       | Pittsburgh       | Highmark Stadium               | 5 000    | Bob Lilley               |                                      |
| Timbers 2 de Portland           | Portland         | Hillsboro Stadium              | 7 600    | Cameron Knowles          | Timbers de Portland                  |
| Real Monarchs                   | Herriman         | Zions Bank Stadium             | 5 000    | Jámison Olave            | Real Salt Lake                       |
| Reno 1868                       | Reno             | Greater Nevada Field           | 9 013    | Ian Russell              | Earthquakes de San José              |
| Rio Grande Valley FC            | Edinburg         | H-E-B Park                     | 9 400    | Gerson Echeverry         | Dynamo de Houston                    |
| Republic de Sacramento          | Sacramento       | Papa Murphy's Park             | 11 569   | Mark Briggs              |                                      |
| Saint Louis FC                  | Fenton           | West Community Stadium         | 5 500    | Steve Trittschuh         |                                      |
| San Antonio FC                  | San Antonio      | Toyota Field                   | 8 296    | Alen Marcina             | New York City FC                     |
| Loyal de San Diego              | San Diego        | Torero Stadium                 | 6 000    | Landon Donovan           |                                      |
| Sporting II de Kansas City      | Kansas City      | Children's Mercy Park          | 18 467   | Paulo Nagamura           | Sporting de Kansas City              |
| Defiance de Tacoma              | Tacoma           | Cheney Stadium                 | 6 500    | Chris Little             | Sounders de Seattle                  |
| Rowdies de Tampa Bay            | St. Petersburg   | Al Lang Stadium                | 7 227    | Neill Collins            |                                      |
| FC Tulsa                        | Tulsa            | ONEOK Field                    | 7 833    | Michael Nsien            |                                      |

- Partenariat
- Équipe réserve

### Changements d'entraîneurs
Le tableau suivant liste les changements d'entraîneurs ayant eu cours durant la saison 2020 de USL Championship.
| Équipe                   | Entraîneur sortant    | Motif                     | Date de départ    | Entraîneur entrant       | Date d'arrivée    |
| ------------------------ | --------------------- | ------------------------- | ----------------- | ------------------------ | ----------------- |
| Lights de Las Vegas      | Eric Wynalda          | Séparation à l'amiable    | 17 juin 2020      | Frank Yallop             | 29 juin 2020      |
| Atlanta United 2         | Stephen Glass         | Promotion interne         | 27 juillet 2020   | Tony Annan (intérim)     | 27 juillet 2020   |
| Union II de Philadelphie | Sven Gartung          | Séparation à l'amiable    | 5 août 2020       | Marlon LeBlanc (intérim) | 5 août 2020       |
| Miami FC                 | Nelson Vargas         | Séparation à l'amiable    | 10 août 2020      | Paul Dalglish            | 10 août 2020      |
| Memphis 901              | Tim Mulqueen          | Renvoi                    | 15 septembre 2020 | Ben Pirmann (intérim)    | 15 septembre 2020 |
| Rising de Phoenix        | Rick Schantz          | Suspension administrative | 3 octobre 2020    | Blair Gavin (intérim)    | 3 octobre 2020    |
| Rising de Phoenix        | Blair Gavin (intérim) | Fin de l'intérim          | 21 octobre 2020   | Rick Schantz             | 21 octobre 2020   |

## Contexte et déroulement

### Arrivées et départs de franchises
Avant la saison 2020, deux franchises quittent la ligue. Tout d'abord, le Fresno FC annonce le 29 octobre 2019 cesser ses activités à Fresno en raison de la difficulté à trouver un stade adéquat et destiné à la pratique du soccer en ville, le Chukchansi Park étant aménagé du baseball au soccer à chaque rencontre à domicile, engendrant ainsi des coûts importants. Le 19 décembre suivant, le club affirme renoncer à la compétition en 2020 afin de s'assurer de pouvoir revenir en Californie du Nord pour la saison 2021. De son côté, le Nashville SC quitte la ligue afin d'intégrer, dès la saison 2020, le championnat d'élite nord-américain, la Major League Soccer. Les deux clubs auront seulement participé au championnat en 2018 et 2019.
À l'issue de la saison 2019, le Fury d'Ottawa souhaite poursuivre sa participation au USL Championship. La Première ligue canadienne ayant débuté ses activités en 2019, la CONCACAF ne souhaite cependant plus accorder de dérogation à un club canadien indépendant afin qu'il puisse participer à une ligue américaine. Néanmoins, l'accord est donné en décembre 2018 pour la saison 2019 mais le Fury se voit refuser toute nouvelle participation en 2020 et doit donc rejoindre la Première ligue canadienne ou cesser ses activités, choisissant la seconde option,.
L'impasse vécue par le Fury d'Ottawa amène ses propriétaires à vendre les droits de la franchise au Miami FC, jusqu'à présent en National Independent Soccer Association, qui rejoint donc le USL Championship pour la saison 2020,.
Enfin, une franchise d'expansion rejoint le circuit en 2020, il s'agit du Loyal de San Diego, dont l'un des propriétaires est l'international américain Landon Donovan.
Dans le même temps, trois franchises actives dans la ligue décident de changer leur identité en modifiant leur nom. Deux d'entre elles sont des équipes réserves de clubs de Major League Soccer et veulent faire mieux refléter leur lien au club-mère, il s'agit du Steel de Bethlehem qui devient le Union II de Philadelphie et les Rangers de Swope Park qui se font maintenant appeler le Sporting II de Kansas City. Le club indépendant des Roughnecks de Tulsa se transforme quant à lui en FC Tulsa.

### Impacts de la pandémie de Covid-19
En décembre 2019, la ligue annonce la répartition des trente-cinq franchises dans les conférences Ouest et Est avant de publier, le 9 janvier 2020, le calendrier de la saison 2020 où 595 rencontres sont prévues, étalées sur trente-trois semaines.
La saison débute officiellement le 6 mars avec seize rencontres au programme. Pour la deuxième semaine d'activités, le match entre les Sounders 2 de Seattle et le Loyal de San Diego est joué le 11 mars à huis clos en raison d'éclosions de Covid-19 dans l'État de Washington. Dès le lendemain, le 12 mars 2020, la ligue suspend immédiatement ses activités, dans une tendance où toutes les ligues sportives nord-américaines se mettent sur pause pour plusieurs semaines.
Avec la montée rapide de la pandémie de Covid-19 aux États-Unis, la ligue prolonge dès le 18 mars suivant la suspension des activités, jusqu'au 10 mai au plus tôt. Le 30 avril, face à l'incapacité de retrouver la compétition à partir du 10 mai, la pause forcée est de nouveau prolongée. Finalement, l'annonce au retour aux terrains est faite le 4 juin, les activités reprenant ainsi le 11 juillet avec six rencontres.
Pour faire face à un calendrier plus court, la décision est prise d'organiser seulement seize rencontres par équipe, comparativement à trente-quatre dans le calendrier initial. Le format est également modifié. Afin de réduire les contraintes liées aux voyages, les clubs sont répartis dans huit groupes de quatre ou cinq formations, quatre groupes dans l'Ouest et autant dans l'Est. Les deux premières équipes de chaque poule se qualifient pour les séries éliminatoires. Enfin, la règle des remplacements est adaptée pour permettre jusqu'à cinq changements par équipes, comme cela est permis de manière temporaire par la FIFA dans le contexte sanitaire et a été employé par la ligue jusqu'en 2015.
Malgré plusieurs reports de rencontres en raison d'éclosions locales de Covid-19 au sein des effectifs ou du personnel de certaines équipes, la saison se déroule correctement et va à son terme ; seule une poignée de matchs devant être annulés en toute fin de calendrier,,, notamment les trois dernières parties de Loudoun United, particulièrement touché par le virus. Cependant, la ligue procède à un ajustement en programmant une rencontre entre les Red Bulls II de New York et le North Carolina FC, deux adversaires de Loudoun United n'ayant pas pu affronter l'équipe réserve du D.C. United, ceci afin d'équilibrer le calendrier. Lorsque les équipes ne peuvent pas disputer les seize rencontres prévues, alors un système de classement au nombre de points par match est utilisé,.
En fin de saison régulière, plusieurs événements touchant le Loyal de San Diego perturbent la ligue et empêchent la qualification en séries de la franchise de Californie du Sud. Le 25 septembre, dans un affrontement face au Galaxy II de Los Angeles, le joueur de San Diego Elijah Martin est victime de propos racistes de la part d'Omar Ontiveros, menant à sept matchs de suspension pour ce dernier et une demande de forfait émanant du Loyal. Le résultat du match (1-1) est pourtant maintenu sur décision de la ligue. La semaine suivante, San Diego est opposé au Rising de Phoenix, rencontre au cours de laquelle Collin Martin est victime de propos homophobes à son égard venant de Junior Flemmings. Les joueurs du Loyal ne veulent pas reprendre la partie pour la deuxième période et une victoire par forfait de Phoenix est ainsi proclamée.
Les séries éliminatoires débutent le 10 octobre et ne connaissent pas de difficultés majeures d'organisation jusqu'à la finale du championnat qui est annulée en raison de plusieurs cas avérés de Covid-19 parmi les joueurs et l'encadrement technique des Rowdies de Tampa Bay.

## Saison régulière
En raison d'un nombre inégal de rencontres jouées par les équipes, en cas d'égalité au nombre de points par match, les critères suivants départagent les équipes :
1. Nombre de points
2. Nombre de victoires
3. Différence de buts générale
4. Nombre de buts marqués
5. Classement du fair-play
6. Tirage à la pièce

### Classements des groupes
| Rang | Équipe                 | Pts       | J  | G  | N | P  | Bp | Bc | Diff |
| ---- | ---------------------- | --------- | -- | -- | - | -- | -- | -- | ---- |
| 1    | Reno 1868              | 36 (2,25) | 16 | 11 | 3 | 2  | 43 | 21 | +22  |
| 2    | Republic de Sacramento | 30 (1,88) | 16 | 8  | 6 | 2  | 27 | 17 | +10  |
| 3    | Defiance de Tacoma     | 14 (0,88) | 16 | 4  | 2 | 10 | 25 | 32 | -7   |
| 4    | Timbers 2 de Portland  | 9 (0,56)  | 16 | 3  | 0 | 13 | 20 | 50 | -30  |

| Rang | Équipe                   | Pts       | J  | G  | N | P | Bp | Bc | Diff |
| ---- | ------------------------ | --------- | -- | -- | - | - | -- | -- | ---- |
| 1    | Rising de Phoenix        | 35 (2,19) | 16 | 11 | 2 | 3 | 46 | 17 | +29  |
| 2    | Galaxy II de Los Angeles | 26 (1,63) | 16 | 8  | 2 | 6 | 29 | 32 | -3   |
| 3    | Orange County SC         | 24 (1,50) | 16 | 7  | 3 | 6 | 18 | 18 | 0    |
| 4    | Loyal de San Diego       | 23 (1,44) | 16 | 6  | 5 | 5 | 17 | 18 | -1   |
| 5    | Lights de Las Vegas      | 11 (0,69) | 16 | 2  | 5 | 9 | 24 | 34 | -10  |

| Rang | Équipe                          | Pts       | J  | G | N | P  | Bp | Bc | Diff |
| ---- | ------------------------------- | --------- | -- | - | - | -- | -- | -- | ---- |
| 1    | Locomotive d'El Paso            | 32 (2)    | 16 | 9 | 5 | 2  | 24 | 14 | +10  |
| 2    | New Mexico United               | 27 (1,8)  | 15 | 8 | 3 | 4  | 23 | 17 | +6   |
| 3    | Switchbacks de Colorado Springs | 14 (0,81) | 16 | 2 | 7 | 7  | 19 | 28 | -9   |
| 4    | Real Monarchs T                 | 11 (0,69) | 16 | 3 | 2 | 11 | 14 | 25 | -11  |

| Rang | Équipe                 | Pts       | J  | G  | N | P | Bp | Bc | Diff |
| ---- | ---------------------- | --------- | -- | -- | - | - | -- | -- | ---- |
| 1    | San Antonio FC         | 33 (2,06) | 16 | 10 | 3 | 3 | 30 | 14 | +16  |
| 2    | FC Tulsa               | 25 (1,67) | 15 | 6  | 7 | 2 | 21 | 16 | +5   |
| 3    | Bold d'Austin          | 22 (1,38) | 16 | 5  | 7 | 4 | 30 | 27 | +3   |
| 4    | Rio Grande Valley FC   | 9 (0,64)  | 14 | 2  | 3 | 9 | 17 | 28 | -11  |
| 5    | Energy d'Oklahoma City | 10 (0,63) | 16 | 1  | 7 | 8 | 12 | 29 | -17  |

| Rang | Équipe                     | Pts       | J  | G  | N | P  | Bp | Bc | Diff |
| ---- | -------------------------- | --------- | -- | -- | - | -- | -- | -- | ---- |
| 1    | Louisville City FC         | 35 (2,19) | 16 | 11 | 2 | 3  | 28 | 12 | +16  |
| 2    | Saint Louis FC             | 25 (1,56) | 16 | 7  | 4 | 5  | 22 | 21 | +1   |
| 3    | Eleven d'Indy              | 23 (1,44) | 16 | 7  | 2 | 7  | 21 | 19 | +2   |
| 4    | Sporting II de Kansas City | 16 (1)    | 16 | 5  | 1 | 10 | 21 | 30 | -9   |

| Rang | Équipe                    | Pts       | J  | G  | N | P  | Bp | Bc | Diff |
| ---- | ------------------------- | --------- | -- | -- | - | -- | -- | -- | ---- |
| 1    | Athletic de Hartford      | 35 (2,19) | 16 | 11 | 2 | 3  | 31 | 24 | +7   |
| 2    | Riverhounds de Pittsburgh | 34 (2,13) | 16 | 11 | 1 | 4  | 39 | 10 | +29  |
| 3    | Red Bulls II de New York  | 15 (0,94) | 16 | 5  | 0 | 11 | 30 | 37 | -7   |
| 4    | Union II de Philadelphie  | 9 (0,56)  | 16 | 2  | 3 | 11 | 20 | 45 | -25  |
| 5    | Loudoun United            | 6 (0,45)  | 13 | 1  | 3 | 9  | 10 | 28 | -18  |

| Rang | Équipe                    | Pts       | J  | G | N | P | Bp | Bc | Diff |
| ---- | ------------------------- | --------- | -- | - | - | - | -- | -- | ---- |
| 1    | Independence de Charlotte | 28 (1,75) | 16 | 8 | 4 | 4 | 24 | 22 | +2   |
| 2    | Legion de Birmingham      | 25 (1,56) | 16 | 7 | 4 | 5 | 29 | 19 | +10  |
| 3    | North Carolina FC         | 19 (1,27) | 15 | 6 | 1 | 8 | 17 | 21 | -4   |
| 4    | Memphis 901               | 16 (1,07) | 15 | 4 | 4 | 7 | 24 | 31 | -7   |

| Rang | Équipe                | Pts       | J  | G  | N | P  | Bp | Bc | Diff |
| ---- | --------------------- | --------- | -- | -- | - | -- | -- | -- | ---- |
| 1    | Rowdies de Tampa Bay  | 33 (2,06) | 16 | 10 | 3 | 3  | 25 | 11 | +14  |
| 2    | Battery de Charleston | 30 (2)    | 15 | 9  | 3 | 3  | 26 | 15 | +11  |
| 3    | Miami FC              | 16 (1)    | 16 | 4  | 4 | 8  | 20 | 34 | -14  |
| 4    | Atlanta United 2      | 12 (0,75) | 16 | 3  | 3 | 10 | 23 | 33 | -10  |

- Franchise qualifiée pour les séries éliminatoires

T : Tenant du titre

### Classements des conférences
| Rang | Équipe                          | Pts       | J  | G  | N | P  | Bp | Bc | Diff |
| ---- | ------------------------------- | --------- | -- | -- | - | -- | -- | -- | ---- |
| 1    | Reno 1868                       | 36 (2,25) | 16 | 11 | 3 | 2  | 43 | 21 | +22  |
| 2    | Rising de Phoenix               | 35 (2,19) | 16 | 11 | 2 | 3  | 46 | 17 | +29  |
| 3    | San Antonio FC                  | 33 (2,06) | 16 | 10 | 3 | 3  | 30 | 14 | +16  |
| 4    | Locomotive d'El Paso            | 32 (2)    | 16 | 9  | 5 | 2  | 24 | 14 | +10  |
| 5    | Republic de Sacramento          | 30 (1,88) | 16 | 8  | 6 | 2  | 27 | 17 | +10  |
| 6    | New Mexico United               | 27 (1,8)  | 15 | 8  | 3 | 4  | 23 | 17 | +6   |
| 7    | FC Tulsa                        | 25 (1,67) | 15 | 6  | 7 | 2  | 21 | 16 | +5   |
| 8    | Galaxy II de Los Angeles        | 26 (1,63) | 16 | 8  | 2 | 6  | 29 | 32 | -3   |
| 9    | Orange County SC                | 24 (1,50) | 16 | 7  | 3 | 6  | 18 | 18 | 0    |
| 10   | Loyal de San Diego              | 23 (1,44) | 16 | 6  | 5 | 5  | 17 | 18 | -1   |
| 11   | Bold d'Austin                   | 22 (1,38) | 16 | 5  | 7 | 4  | 30 | 27 | +3   |
| 12   | Defiance de Tacoma              | 14 (0,88) | 16 | 4  | 2 | 10 | 25 | 32 | -7   |
| 13   | Switchbacks de Colorado Springs | 14 (0,81) | 16 | 2  | 7 | 7  | 19 | 28 | -9   |
| 14   | Real Monarchs T                 | 11 (0,69) | 16 | 3  | 2 | 11 | 14 | 25 | -11  |
| 15   | Lights de Las Vegas             | 11 (0,69) | 16 | 2  | 5 | 9  | 24 | 34 | -10  |
| 16   | Rio Grande Valley FC            | 9 (0,64)  | 14 | 2  | 3 | 9  | 17 | 28 | -11  |
| 17   | Energy d'Oklahoma City          | 10 (0,63) | 16 | 1  | 7 | 8  | 12 | 29 | -17  |
| 18   | Timbers 2 de Portland           | 9 (0,56)  | 16 | 3  | 0 | 13 | 20 | 50 | -30  |

| Rang | Équipe                     | Pts       | J  | G  | N | P  | Bp | Bc | Diff |
| ---- | -------------------------- | --------- | -- | -- | - | -- | -- | -- | ---- |
| 1    | Louisville City FC         | 35 (2,19) | 16 | 11 | 2 | 3  | 28 | 12 | +16  |
| 2    | Athletic de Hartford       | 35 (2,19) | 16 | 11 | 2 | 3  | 31 | 24 | +7   |
| 3    | Riverhounds de Pittsburgh  | 34 (2,13) | 16 | 11 | 1 | 4  | 39 | 10 | +29  |
| 4    | Rowdies de Tampa Bay       | 33 (2,06) | 16 | 10 | 3 | 3  | 25 | 11 | +14  |
| 5    | Battery de Charleston      | 30 (2)    | 15 | 9  | 3 | 3  | 26 | 15 | +11  |
| 6    | Independence de Charlotte  | 28 (1,75) | 16 | 8  | 4 | 4  | 24 | 22 | +2   |
| 7    | Legion de Birmingham       | 25 (1,56) | 16 | 7  | 4 | 5  | 29 | 19 | +10  |
| 8    | Saint Louis FC             | 25 (1,56) | 16 | 7  | 4 | 5  | 22 | 21 | +1   |
| 9    | Eleven d'Indy              | 23 (1,44) | 16 | 7  | 2 | 7  | 21 | 19 | +2   |
| 10   | North Carolina FC          | 19 (1,27) | 15 | 6  | 1 | 8  | 17 | 21 | -4   |
| 11   | Memphis 901                | 16 (1,07) | 15 | 4  | 4 | 7  | 24 | 31 | -7   |
| 12   | Sporting II de Kansas City | 16 (1)    | 16 | 5  | 1 | 10 | 21 | 30 | -9   |
| 13   | Miami FC                   | 16 (1)    | 16 | 4  | 4 | 8  | 20 | 34 | -14  |
| 14   | Red Bulls II de New York   | 15 (0,94) | 16 | 5  | 0 | 11 | 30 | 37 | -7   |
| 15   | Atlanta United 2           | 12 (0,75) | 16 | 3  | 3 | 10 | 23 | 33 | -10  |
| 16   | Union II de Philadelphie   | 9 (0,56)  | 16 | 2  | 3 | 11 | 20 | 45 | -25  |
| 17   | Loudoun United             | 6 (0,45)  | 13 | 1  | 3 | 9  | 10 | 28 | -18  |

### Résultats
| Atlanta United 2 (ATL)                | CHS | TBR | MEM | CHS | MIA | CHS | BHM | TBR | CHS | MIA | TBR | PHI | MIA | TBR | NYR | MIA     |
| Atlanta United 2 (ATL)                | 0–1 | 1–2 | 2–2 | 0–3 | 4–3 | 1–1 | 0–1 | 0–2 | 2–3 | 2–2 | 1–2 | 2–1 | 1–2 | 1–2 | 5–3 | 1–3     |
| Bold d'Austin (AUS)                   | NMU | OKC | SAN | RGV | SAN | TUL | RGV | COS | OKC | TUL | TUL | SAN | SKC | OKC | RGV | SAN     |
| Bold d'Austin (AUS)                   | 1–0 | 1–3 | 2–4 | 4–1 | 1–1 | 2–2 | 3–2 | 4–4 | 1–1 | 1–1 | 2–2 | 2–3 | 4–0 | 0–0 | 0–2 | 2–1     |
| Legion de Birmingham (BHM)            | MEM | CHS | TBR | NCA | CLT | ATL | CLT | NCA | MEM | CLT | NCA | MEM | CLT | MIA | NCA | MEM     |
| Legion de Birmingham (BHM)            | 3–0 | 2–1 | 1–1 | 0–1 | 4–1 | 1–0 | 1–1 | 2–0 | 2–2 | 4–1 | 1–2 | 1–1 | 0–3 | 4–0 | 1–2 | 1–3     |
| Battery de Charleston (CHS)           | ATL | BHM | ATL | TBR | ATL | CLT | ATL | NCA | MIA | TBR | MIA | TBR | MIA | LDN | MIA | TBR     |
| Battery de Charleston (CHS)           | 1–0 | 1–2 | 3–0 | 0–2 | 1–1 | 1–1 | 3–2 | 3–0 | 3–1 | 1–0 | 1–1 | 1–0 | 2–0 | ANN | 3–4 | 2–1     |
| Independence de Charlotte (CLT)       | SKC | MEM | BHM | CHS | BHM | MEM | MIA | NCA | BHM | MEM | NCA | BHM | NCA | MIA | MEM | NCA     |
| Independence de Charlotte (CLT)       | 2–1 | 2–2 | 1–4 | 1–1 | 1–1 | 3–2 | 1–2 | 1–0 | 1–4 | 2–0 | 3–1 | 3–1 | 1–0 | 0–0 | 1–2 | 1–0     |
| Switchbacks de Colorado Springs (COS) | OKC | NMU | SLC | SLC | ELP | NMU | AUS | NMU | ELP | OKC | SLC | ELP | NMU | SLC | ELP | TUL     |
| Switchbacks de Colorado Springs (COS) | 2–1 | 1–2 | 3–3 | 1–2 | 2–4 | 0–1 | 0–0 | 4–4 | 1–1 | 0–0 | 1–4 | 0–2 | 2–1 | 1–1 | 0–0 | 0–2     |
| Locomotive d'El Paso (ELP)            | OCO | RGV | NMU | NMU | PHX | COS | SLC | SLC | COS | NMU | SAN | COS | SLC | NMU | COS | SLC     |
| Locomotive d'El Paso (ELP)            | 0–0 | 1–0 | 2–2 | 1–2 | 1–3 | 4–2 | 1–0 | 0–0 | 2–1 | 3–2 | 2–1 | 2–0 | 1–0 | 0–0 | 0–0 | 4–0     |
| Athletic de Hartford (HFD)            | NYR | LDN | PHI | IND | LDN | NYR | LDN | PGH | LDN | PGH | NYR | PHI | PHI | PGH | PHI | NYR     |
| Athletic de Hartford (HFD)            | 1–0 | 3–1 | 3–2 | 1–4 | 4–1 | 2–1 | 2–2 | 0–3 | 2–1 | 0–5 | 3–1 | 3–0 | 1–1 | 1–0 | 3–2 | 2–0     |
| Eleven d'Indy (IND)                   | MEM | STL | SKC | PGH | STL | HAR | SKC | LOU | PGH | LOU | LOU | SKC | LOU | STL | SKC | STL     |
| Eleven d'Indy (IND)                   | 4–2 | 2–0 | 2–1 | 1–0 | 0–1 | 4–1 | 0–1 | 1–1 | 1–0 | 0–1 | 1–3 | 2–1 | 0–2 | 1–1 | 1–2 | 1–2     |
| Galaxy II de Los Angeles (LAG)        | RGV | PHX | SDG | SAC | PHX | OCO | POR | LVL | OCO | OCO | SDG | LVL | SDG | LVL | OCO | PHX     |
| Galaxy II de Los Angeles (LAG)        | 5–1 | 0–4 | 1–0 | 1–0 | 1–4 | 1–2 | 3–2 | 4–3 | 1–2 | 2–1 | 0–3 | 3–2 | 1–1 | 2–2 | 3–1 | 1–4     |
| Lights de Las Vegas (LVL)             | SDG | SDG | RNO | OCO | TAC | PHX | OCO | LAG | SDG | PHX | PHX | LAG | OCO | LAG | RNO | OCO     |
| Lights de Las Vegas (LVL)             | 1–1 | 1–2 | 0–1 | 0–1 | 3–1 | 3–3 | 3–1 | 3–4 | 1–1 | 0–2 | 1–5 | 2–3 | 0–1 | 2–2 | 2–2 | 2–4     |
| Loudoun United (LDN)                  | PHI | HFD | HFD | NYR | LOU | PGH | HAR | NYR | PGH | HFD | PHI | PHI | PGH | CHS | NYR | NCA     |
| Loudoun United (LDN)                  | 0–0 | 1–3 | 1–4 | 2–1 | 0–2 | 0–2 | 2–2 | 2–3 | 0–3 | 1–2 | 1–1 | 0–4 | 0–1 | ANN | ANN | ANN     |
| Louisville City (LOU)                 | NCA | PGH | STL | SKC | SKC | IND | LDN | SKC | IND | STL | IND | STL | IND | MEM | STL | SKC     |
| Louisville City (LOU)                 | 1–0 | 1–3 | 0–1 | 1–0 | 1–2 | 1–1 | 2–0 | 4–1 | 1–0 | 1–1 | 3–1 | 3–0 | 2–0 | 4–1 | 1–0 | 2–1     |
| Memphis 901 (MEM)                     | IND | BHM | ATL | CLT | STL | NCA | CLT | BHM | CLT | BHM | NCA | NCA | LOU | NCA | CLT | BHM     |
| Memphis 901 (MEM)                     | 2–4 | 0–3 | 2–2 | 2–2 | 1–0 | 0–1 | 2–3 | 2–2 | 0–2 | 1–1 | 3–2 | 2–3 | 1–4 | ANN | 3–1 | 3–1     |
| Miami FC (MIA)                        | STL | ATL | TBR | TBR | ATL | CLT | CHS | TBR | CHS | ATL | BHM | CHS | CLT | TBR | CHS | ATL     |
| Miami FC (MIA)                        | 1–4 | 3–4 | 0–3 | 1–1 | 2–2 | 2–1 | 1–3 | 0–3 | 1–1 | 2–1 | 0–4 | 0–2 | 0–0 | 0–1 | 4–3 | 3–1     |
| New Mexico United (NMU)               | AUS | COS | ELP | ELP | OKC | PHX | COS | SLC | SLC | COS | ELP | SLC | COS | RGV | ELP | SLC     |
| New Mexico United (NMU)               | 0–1 | 2–1 | 2–2 | 2–1 | 3–0 | 2–5 | 1–0 | 2–0 | 2–1 | 1–1 | 2–3 | 2–0 | 1–2 | ANN | 0–0 | 1–0     |
| Red Bulls II de New York (NYR)        | TBR | HFD | PHI | PGH | PHI | PGH | LDN | HFD | LDN | PGH | PHI | HFD | ATL | PHI | NCA | HFD     |
| Red Bulls II de New York (NYR)        | 0–1 | 0–1 | 5–1 | 2–1 | 2–3 | 1–4 | 1–2 | 1–2 | 3–2 | 0–3 | 6–0 | 1–3 | 3–5 | 5–4 | 0–3 | 0–2     |
| North Carolina FC (NCA)               | LOU | TBR | BHM | MEM | BHM | CHS | CLT | BHM | CLT | MEM | MEM | CLT | MEM | BHM | NYR | CLT     |
| North Carolina FC (NCA)               | 0–1 | 2–2 | 1–0 | 1–0 | 0–2 | 0–3 | 0–1 | 2–1 | 1–3 | 2–3 | 3–2 | 0–1 | ANN | 2–1 | 3–0 | 0–1     |
| Energy d'Oklahoma City (OKC)          | COS | TUL | AUS | RGV | NMU | SAN | RGV | SAN | SKC | AUS | COS | TUL | SAN | AUS | TUL | RGV     |
| Energy d'Oklahoma City (OKC)          | 1–2 | 1–1 | 3–1 | 1–1 | 0–3 | 0–3 | 0–0 | 0–4 | 0–3 | 1–1 | 0–0 | 1–1 | 0–2 | 0–0 | 2–3 | 2–4     |
| Orange County SC (OCO)                | ELP | PHX | PHX | SDG | LVL | LAG | LVL | SDG | LAG | LAG | SAC | SDG | LVL | PHX | LAG | LVL     |
| Orange County SC (OCO)                | 0–0 | 1–1 | 1–0 | 2–0 | 1–0 | 2–1 | 1–3 | 0–0 | 2–1 | 1–2 | 1–2 | 0–2 | 1–0 | 0–1 | 1–3 | 4–2     |
| Union II de Philadelphie (PHI)        | LDN | PGH | NYR | HFD | PGH | NYR | ATL | TBR | NYR | LDN | LDN | HFD | HFD | NYR | HFD | PGH     |
| Union II de Philadelphie (PHI)        | 0–0 | 0–6 | 1–5 | 2–3 | 0–4 | 3–2 | 1–2 | 0–2 | 0–6 | 1–1 | 4–0 | 0–3 | 1–1 | 4–5 | 2–3 | 1–2     |
| Rising de Phoenix (PHX)               | POR | LAG | OCO | OCO | ELP | NMU | SDG | LAG | LVL | RNO | LVL | LVL | SDG | OCO | SDG | LAG     |
| Rising de Phoenix (PHX)               | 6–1 | 4–0 | 1–1 | 0–1 | 3–1 | 5–2 | 2–0 | 4–1 | 3–3 | 1–2 | 2–0 | 5–1 | 2–3 | 1–0 | 3–0 | 4–1     |
| Riverhounds de Pittsburgh (PGH)       | LOU | PHI | IND | NYR | PHI | NYR | IND | LDN | STL | HFD | LDN | NYR | HFD | LDN | HFD | PHI     |
| Riverhounds de Pittsburgh (PGH)       | 3–1 | 6–0 | 0–1 | 1–2 | 4–0 | 4–1 | 0–1 | 2–0 | 2–2 | 3–0 | 3–0 | 3–0 | 5–0 | 1–0 | 0–1 | 2–1     |
| Timbers 2 de Portland (POR)           | PHX | TAC | RNO | TAC | SAC | RNO | SAC | LAG | SAC | RNO | TAC | SLC | RNO | TAC | TAC | SAC     |
| Timbers 2 de Portland (POR)           | 1–6 | 0–3 | 1–4 | 0–4 | 0–1 | 2–5 | 1–2 | 2–3 | 1–2 | 1–7 | 3–0 | 2–1 | 2–5 | 3–1 | 1–2 | 0–4     |
| Real Monarchs (SLC)                   | SAN | SDG | COS | COS | ELP | NMU | NMU | ELP | TAC | COS | NMU | POR | ELP | COS | NMU | ELP     |
| Real Monarchs (SLC)                   | 0–1 | 0–1 | 3–3 | 2–1 | 0–1 | 0–2 | 1–2 | 1–2 | 1–0 | 4–1 | 0–2 | 1–2 | 0–1 | 1–1 | 0–1 | 0–4     |
| Reno 1868 (RNO)                       | TAC | SAC | POR | LVL | TAC | SAC | POR | SDG | PHX | POR | SAC | TAC | POR | SAC | LVL | TAC     |
| Reno 1868 (RNO)                       | 3–1 | 0–1 | 4–1 | 1–0 | 2–1 | 0–1 | 5–2 | 3–1 | 2–1 | 7–1 | 3–3 | 3–2 | 5–2 | 1–1 | 2–2 | 2–1     |
| Rio Grande Valley FC (RGV)            | LAG | ELP | SAN | OKC | SAN | TUL | AUS | OKC | AUS | SAN | TUL | SAN | TUL | NMU | AUS | OKC     |
| Rio Grande Valley FC (RGV)            | 1–5 | 0–1 | 1–1 | 1–1 | 0–1 | 1–2 | 1–4 | 0–0 | 2–3 | 1–3 | 1–2 | 2–3 | ANN | ANN | 2–0 | 4–2     |
| Republic de Sacramento (SAC)          | TUL | TAC | RNO | LAG | SDG | POR | RNO | TAC | POR | POR | OCO | RNO | TAC | RNO | TAC | POR     |
| Republic de Sacramento (SAC)          | 1–1 | 3–3 | 1–0 | 0–1 | 0–0 | 1–0 | 1–0 | 3–1 | 2–1 | 2–1 | 2–1 | 3–3 | 3–3 | 1–1 | 0–1 | 4–0     |
| Saint Louis FC (STL)                  | MIA | IND | LOU | IND | MEM | SKC | TUL | SKC | PGH | LOU | SKC | LOU | SKC | IND | LOU | IND     |
| Saint Louis FC (STL)                  | 4–1 | 0–2 | 1–0 | 1–0 | 0–1 | 1–1 | 0–2 | 3–1 | 2–2 | 1–1 | 3–2 | 0–3 | 3–2 | 1–1 | 0–1 | 2–1     |
| San Antonio FC (SAN)                  | SLC | RGV | RGV | AUS | OKC | TUL | AUS | OKC | TUL | RGV | RGV | ELP | AUS | OKC | TUL | AUS     |
| San Antonio FC (SAN)                  | 1–0 | 1–1 | 1–0 | 4–2 | 3–0 | 0–0 | 1–1 | 4–0 | 2–0 | 3–1 | 3–2 | 1–2 | 3–2 | 2–0 | 0–1 | 1–2     |
| Loyal de San Diego (SDG)              | LVL | TAC | SLC | LAG | LVL | SAC | OCO | PHX | RNO | OCO | LVL | LAG | OCO | PHX | LAG | PHX     |
| Loyal de San Diego (SDG)              | 1–1 | 2–1 | 1–0 | 0–1 | 2–1 | 0–0 | 0–2 | 0–2 | 1–3 | 0–0 | 1–1 | 3–0 | 2–0 | 3–2 | 1–1 | FORFAIT |
| Sporting II de Kansas City (SKC)      | CLT | IND | LOU | LOU | IND | STL | STL | LOU | OKC | TUL | STL | IND | STL | AUS | IND | LOU     |
| Sporting II de Kansas City (SKC)      | 1–2 | 1–2 | 0–1 | 2–1 | 1–0 | 1–1 | 1–3 | 1–4 | 3–0 | 2–1 | 2–3 | 1–2 | 2–3 | 0–4 | 2–1 | 1–2     |
| Defiance de Tacoma (TAC)              | RNO | SDG | SAC | POR | RNO | SAC | POR | LVL | SLC | POR | RNO | SAC | POR | POR | SAC | RNO     |
| Defiance de Tacoma (TAC)              | 1–3 | 1–2 | 3–3 | 3–0 | 4–0 | 1–2 | 1–3 | 1–3 | 0–1 | 0–3 | 2–3 | 3–3 | 1–3 | 2–1 | 1–0 | 1–2     |
| Rowdies de Tampa Bay (TBR)            | NYR | ATL | NCA | BHM | CHS | MIA | ATL | MIA | ATL | CHS | MIA | PHI | CHS | ATL | MIA | CHS     |
| Rowdies de Tampa Bay (TBR)            | 1–0 | 2–1 | 2–2 | 1–1 | 2–0 | 3–0 | 2–0 | 1–1 | 2–1 | 0–1 | 3–0 | 2–0 | 0–1 | 2–1 | 1–0 | 1–2     |
| FC Tulsa (TUL)                        | SAC | OKC | RGV | STL | SAN | AUS | SAN | SKC | RGV | AUS | AUS | OKC | RGV | SAN | OKC | COS     |
| FC Tulsa (TUL)                        | 1–1 | 1–1 | 2–1 | 2–0 | 0–0 | 2–2 | 0–2 | 1–2 | 2–1 | 1–1 | 2–2 | 1–1 | ANN | 1–0 | 3–2 | 2–0     |

## Séries éliminatoires

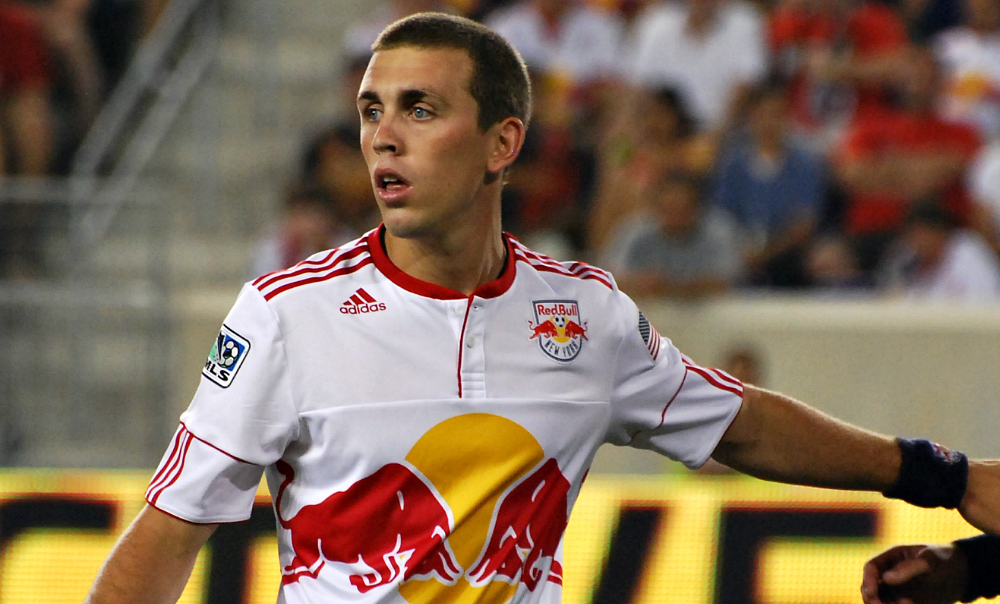
Corey Hertzog, ici en 2010, est le meilleur buteur des séries avec trois réalisations.

### Règlement
Seize équipes se qualifient pour les séries éliminatoires (soit deux équipes par groupe ou huit par conférence). Le format des séries est une phase à élimination directe. Pour les rencontres des quarts de finale de conférence, c'est l'équipe ayant terminé son groupe à la première place qui accueille son adversaire puis c'est ensuite l'équipe la mieux classée dans sa conférence qui reçoit en demi-finales et finale de conférence.
La finale du championnat a lieu sur le terrain de la meilleure équipe en phase régulière. Cette finale se déroule en un seul match, avec prolongations et tirs au but pour départager, si nécessaire, les équipes.

### Tableau
|  | Quarts de finale de conférence   | Quarts de finale de conférence   | Quarts de finale de conférence | Quarts de finale de conférence |                                  |                                  | Demi-finales de conférence | Demi-finales de conférence | Demi-finales de conférence | Demi-finales de conférence |  |  | Finales de conférence | Finales de conférence | Finales de conférence | Finales de conférence |  |  | USL Championship 2020 | USL Championship 2020 | USL Championship 2020 | USL Championship 2020 |
|  |                                  |                                  |                                |                                |                                  |                                  |                            |                            |                            |                            |  |  |                       |                       |                       |                       |  |  |                       |                       |                       |                       |
|  | 10 octobre                       | 10 octobre                       | 10 octobre                     | 10 octobre                     |                                  |                                  | 17 octobre                 | 17 octobre                 | 17 octobre                 | 17 octobre                 |  |  | 24 octobre            | 24 octobre            | 24 octobre            | 24 octobre            |  |  | 1er novembre          | 1er novembre          | 1er novembre          | 1er novembre          |
|  | E1 Louisville City               | E1 Louisville City               | 2                              | 2                              |                                  |                                  | 17 octobre                 | 17 octobre                 | 17 octobre                 | 17 octobre                 |  |  | 24 octobre            | 24 octobre            | 24 octobre            | 24 octobre            |  |  | 1er novembre          | 1er novembre          | 1er novembre          | 1er novembre          |
|  | E1 Louisville City               | E1 Louisville City               | 2                              | 2                              |                                  |                                  | 17 octobre                 | 17 octobre                 | 17 octobre                 | 17 octobre                 |  |  | 24 octobre            | 24 octobre            | 24 octobre            | 24 octobre            |  |  | 1er novembre          | 1er novembre          | 1er novembre          | 1er novembre          |
|  | F2 Riverhounds de Pittsburgh     | F2 Riverhounds de Pittsburgh     | 0                              | 0                              |                                  |                                  | 17 octobre                 | 17 octobre                 | 17 octobre                 | 17 octobre                 |  |  | 24 octobre            | 24 octobre            | 24 octobre            | 24 octobre            |  |  | 1er novembre          | 1er novembre          | 1er novembre          | 1er novembre          |
|  | F2 Riverhounds de Pittsburgh     | F2 Riverhounds de Pittsburgh     | 0                              | 0                              | E1 Louisville City               | E1 Louisville City               | 2                          | 2                          |                            |                            |  |  | 24 octobre            | 24 octobre            | 24 octobre            | 24 octobre            |  |  | 1er novembre          | 1er novembre          | 1er novembre          | 1er novembre          |
|  | 10 octobre                       |                                  |                                |                                | E1 Louisville City               | E1 Louisville City               | 2                          | 2                          |                            |                            |  |  | 24 octobre            | 24 octobre            | 24 octobre            | 24 octobre            |  |  | 1er novembre          | 1er novembre          | 1er novembre          | 1er novembre          |
|  |                                  |                                  | E2 Saint Louis FC              | E2 Saint Louis FC              | 0                                | 0                                |                            |                            |                            |                            |  |  | 24 octobre            | 24 octobre            | 24 octobre            | 24 octobre            |  |  | 1er novembre          | 1er novembre          | 1er novembre          | 1er novembre          |
|  | F1 Athletic de Hartford          | F1 Athletic de Hartford          | E2 Saint Louis FC              | E2 Saint Louis FC              | 0                                | 0                                | 0                          | 0                          |                            |                            |  |  | 24 octobre            | 24 octobre            | 24 octobre            | 24 octobre            |  |  | 1er novembre          | 1er novembre          | 1er novembre          | 1er novembre          |
|  | F1 Athletic de Hartford          | F1 Athletic de Hartford          | 17 octobre                     |                                |                                  |                                  | 0                          | 0                          |                            |                            |  |  | 24 octobre            | 24 octobre            | 24 octobre            | 24 octobre            |  |  | 1er novembre          | 1er novembre          | 1er novembre          | 1er novembre          |
|  | E2 Saint Louis FC                | E2 Saint Louis FC                | 1                              | 1                              |                                  |                                  |                            |                            |                            |                            |  |  | 24 octobre            | 24 octobre            | 24 octobre            | 24 octobre            |  |  | 1er novembre          | 1er novembre          | 1er novembre          | 1er novembre          |
|  | E2 Saint Louis FC                | E2 Saint Louis FC                | 1                              | 1                              | E1 Louisville City               | E1 Louisville City               | 1                          | 1                          |                            |                            |  |  |                       |                       |                       |                       |  |  | 1er novembre          | 1er novembre          | 1er novembre          | 1er novembre          |
|  | 10 octobre                       |                                  |                                |                                | E1 Louisville City               | E1 Louisville City               | 1                          | 1                          |                            |                            |  |  |                       |                       |                       |                       |  |  | 1er novembre          | 1er novembre          | 1er novembre          | 1er novembre          |
|  |                                  |                                  | H1 Rowdies de Tampa Bay        | H1 Rowdies de Tampa Bay        | 2                                | 2                                |                            |                            |                            |                            |  |  |                       |                       |                       |                       |  |  | 1er novembre          | 1er novembre          | 1er novembre          | 1er novembre          |
|  | H1 Rowdies de Tampa Bay          | H1 Rowdies de Tampa Bay          | H1 Rowdies de Tampa Bay        | H1 Rowdies de Tampa Bay        | 2                                | 2                                | 4                          | 4                          |                            |                            |  |  |                       |                       |                       |                       |  |  | 1er novembre          | 1er novembre          | 1er novembre          | 1er novembre          |
|  | H1 Rowdies de Tampa Bay          | H1 Rowdies de Tampa Bay          | 24 octobre                     |                                |                                  |                                  | 4                          | 4                          |                            |                            |  |  |                       |                       |                       |                       |  |  | 1er novembre          | 1er novembre          | 1er novembre          | 1er novembre          |
|  | G2 Legion de Birmingham          | G2 Legion de Birmingham          | 2                              | 2                              |                                  |                                  |                            |                            |                            |                            |  |  |                       |                       |                       |                       |  |  | 1er novembre          | 1er novembre          | 1er novembre          | 1er novembre          |
|  | G2 Legion de Birmingham          | G2 Legion de Birmingham          | 2                              | 2                              | H1 Rowdies de Tampa Bay          | H1 Rowdies de Tampa Bay          | 1                          | 1                          |                            |                            |  |  |                       |                       |                       |                       |  |  | 1er novembre          | 1er novembre          | 1er novembre          | 1er novembre          |
|  | 10 octobre                       |                                  |                                |                                | H1 Rowdies de Tampa Bay          | H1 Rowdies de Tampa Bay          | 1                          | 1                          |                            |                            |  |  |                       |                       |                       |                       |  |  | 1er novembre          | 1er novembre          | 1er novembre          | 1er novembre          |
|  |                                  |                                  | H2 Battery de Charleston       | H2 Battery de Charleston       | 0                                | 0                                |                            |                            |                            |                            |  |  |                       |                       |                       |                       |  |  | 1er novembre          | 1er novembre          | 1er novembre          | 1er novembre          |
|  | G1 Independence de Charlotte     | G1 Independence de Charlotte     | H2 Battery de Charleston       | H2 Battery de Charleston       | 0                                | 0                                | 1                          | 1                          |                            |                            |  |  |                       |                       |                       |                       |  |  | 1er novembre          | 1er novembre          | 1er novembre          | 1er novembre          |
|  | G1 Independence de Charlotte     | G1 Independence de Charlotte     | 17 octobre                     |                                |                                  |                                  | 1                          | 1                          |                            |                            |  |  |                       |                       |                       |                       |  |  | 1er novembre          | 1er novembre          | 1er novembre          | 1er novembre          |
|  | H2 Battery de Charleston a. p.   | H2 Battery de Charleston a. p.   | 2                              | 2                              |                                  |                                  |                            |                            |                            |                            |  |  |                       |                       |                       |                       |  |  | 1er novembre          | 1er novembre          | 1er novembre          | 1er novembre          |
|  | H2 Battery de Charleston a. p.   | H2 Battery de Charleston a. p.   | 2                              | 2                              | H1 Rowdies de Tampa Bay          | H1 Rowdies de Tampa Bay          | 0                          | 0                          |                            |                            |  |  |                       |                       |                       |                       |  |  |                       |                       |                       |                       |
|  | 10 octobre                       |                                  |                                |                                | H1 Rowdies de Tampa Bay          | H1 Rowdies de Tampa Bay          | 0                          | 0                          |                            |                            |  |  |                       |                       |                       |                       |  |  |                       |                       |                       |                       |
|  |                                  |                                  | B1 Rising de Phoenix           | B1 Rising de Phoenix           | 0                                | 0                                |                            |                            |                            |                            |  |  |                       |                       |                       |                       |  |  |                       |                       |                       |                       |
|  | A1 Reno 1868                     | A1 Reno 1868                     | B1 Rising de Phoenix           | B1 Rising de Phoenix           | 0                                | 0                                | 4                          | 4                          |                            |                            |  |  |                       |                       |                       |                       |  |  |                       |                       |                       |                       |
|  | A1 Reno 1868                     | A1 Reno 1868                     |                                |                                |                                  |                                  |                            | 4                          |                            |                            |  |  |                       |                       |                       |                       |  |  |                       |                       |                       |                       |
|  | B2 Galaxy II de Los Angeles      | B2 Galaxy II de Los Angeles      | 1                              | 1                              |                                  |                                  |                            |                            |                            |                            |  |  |                       |                       |                       |                       |  |  |                       |                       |                       |                       |
|  | B2 Galaxy II de Los Angeles      | B2 Galaxy II de Los Angeles      | 1                              | 1                              | A1 Reno 1868                     | A1 Reno 1868                     | 2 (4)                      | 2 (4)                      |                            |                            |  |  |                       |                       |                       |                       |  |  |                       |                       |                       |                       |
|  | 10 octobre                       |                                  |                                |                                | A1 Reno 1868                     | A1 Reno 1868                     | 2 (4)                      | 2 (4)                      |                            |                            |  |  |                       |                       |                       |                       |  |  |                       |                       |                       |                       |
|  |                                  |                                  | B1 Rising de Phoenix t. a. b.  | B1 Rising de Phoenix t. a. b.  | 2 (5)                            | 2 (5)                            |                            |                            |                            |                            |  |  |                       |                       |                       |                       |  |  |                       |                       |                       |                       |
|  | B1 Rising de Phoenix a. p.       | B1 Rising de Phoenix a. p.       | B1 Rising de Phoenix t. a. b.  | B1 Rising de Phoenix t. a. b.  | 2 (5)                            | 2 (5)                            | 1                          | 1                          |                            |                            |  |  |                       |                       |                       |                       |  |  |                       |                       |                       |                       |
|  | B1 Rising de Phoenix a. p.       | B1 Rising de Phoenix a. p.       | 17 octobre                     |                                |                                  |                                  | 1                          | 1                          |                            |                            |  |  |                       |                       |                       |                       |  |  |                       |                       |                       |                       |
|  | A2 Republic de Sacramento        | A2 Republic de Sacramento        | 0                              | 0                              |                                  |                                  |                            |                            |                            |                            |  |  |                       |                       |                       |                       |  |  |                       |                       |                       |                       |
|  | A2 Republic de Sacramento        | A2 Republic de Sacramento        | 0                              | 0                              | B1 Rising de Phoenix t. a. b.    | B1 Rising de Phoenix t. a. b.    | 1 (4)                      | 1 (4)                      |                            |                            |  |  |                       |                       |                       |                       |  |  |                       |                       |                       |                       |
|  | 10 octobre                       |                                  |                                |                                | B1 Rising de Phoenix t. a. b.    | B1 Rising de Phoenix t. a. b.    | 1 (4)                      | 1 (4)                      |                            |                            |  |  |                       |                       |                       |                       |  |  |                       |                       |                       |                       |
|  |                                  |                                  | C1 Locomotive d'El Paso        | C1 Locomotive d'El Paso        | 1 (2)                            | 1 (2)                            |                            |                            |                            |                            |  |  |                       |                       |                       |                       |  |  |                       |                       |                       |                       |
|  | C1 Locomotive d'El Paso t. a. b. | C1 Locomotive d'El Paso t. a. b. | C1 Locomotive d'El Paso        | C1 Locomotive d'El Paso        | 1 (2)                            | 1 (2)                            | 2 (4)                      | 2 (4)                      |                            |                            |  |  |                       |                       |                       |                       |  |  |                       |                       |                       |                       |
|  | C1 Locomotive d'El Paso t. a. b. | C1 Locomotive d'El Paso t. a. b. |                                |                                |                                  |                                  |                            | 2 (4)                      |                            |                            |  |  |                       |                       |                       |                       |  |  |                       |                       |                       |                       |
|  | D2 FC Tulsa                      | D2 FC Tulsa                      | 2 (2)                          | 2 (2)                          |                                  |                                  |                            |                            |                            |                            |  |  |                       |                       |                       |                       |  |  |                       |                       |                       |                       |
|  | D2 FC Tulsa                      | D2 FC Tulsa                      | 2 (2)                          | 2 (2)                          | C1 Locomotive d'El Paso t. a. b. | C1 Locomotive d'El Paso t. a. b. | 1 (5)                      | 1 (5)                      |                            |                            |  |  |                       |                       |                       |                       |  |  |                       |                       |                       |                       |
|  | 10 octobre                       |                                  |                                |                                | C1 Locomotive d'El Paso t. a. b. | C1 Locomotive d'El Paso t. a. b. | 1 (5)                      | 1 (5)                      |                            |                            |  |  |                       |                       |                       |                       |  |  |                       |                       |                       |                       |
|  |                                  |                                  | C2 New Mexico United           | C2 New Mexico United           | 1 (3)                            | 1 (3)                            |                            |                            |                            |                            |  |  |                       |                       |                       |                       |  |  |                       |                       |                       |                       |
|  | D1 San Antonio FC                | D1 San Antonio FC                | C2 New Mexico United           | C2 New Mexico United           | 1 (3)                            | 1 (3)                            | 0                          | 0                          |                            |                            |  |  |                       |                       |                       |                       |  |  |                       |                       |                       |                       |
|  | D1 San Antonio FC                | D1 San Antonio FC                |                                |                                |                                  |                                  |                            | 0                          |                            |                            |  |  |                       |                       |                       |                       |  |  |                       |                       |                       |                       |
|  | C2 New Mexico United a. p.       | C2 New Mexico United a. p.       | 1                              | 1                              |                                  |                                  |                            |                            |                            |                            |  |  |                       |                       |                       |                       |  |  |                       |                       |                       |                       |
|  | C2 New Mexico United a. p.       | C2 New Mexico United a. p.       | 1                              | 1                              |                                  |                                  |                            |                            |                            |                            |  |  |                       |                       |                       |                       |  |  |                       |                       |                       |                       |
|  |                                  |                                  |                                |                                |                                  |                                  |                            |                            |                            |                            |  |  |                       |                       |                       |                       |  |  |                       |                       |                       |                       |

### Résultats

#### Quarts de finale de conférence

##### Est
| 10 octobre 2020 | Athletic de Hartford | 0 - 1   | Saint Louis FC |                                                                         |                                                                         |
|                 |                      | (0 - 0) | 90+3e Rivas    | Dillon Stadium, Hartford Spectateurs : 2 194 Arbitrage : Kevin Broadley | Dillon Stadium, Hartford Spectateurs : 2 194 Arbitrage : Kevin Broadley |
|                 | Rapport              |         |                | Dillon Stadium, Hartford Spectateurs : 2 194 Arbitrage : Kevin Broadley | Dillon Stadium, Hartford Spectateurs : 2 194 Arbitrage : Kevin Broadley |

| 10 octobre 2020 | Rowdies de Tampa Bay                                     | 4 - 2   | Legion de Birmingham |                                                                                 |                                                                                 |
|                 | Doherty 8e · Guenzatti 38e · Mkosana 78e · Fernandes 80e | (2 - 0) | 57e Kasim · 63e Lapa | Al Lang Stadium, St. Petersburg Spectateurs : 1 098 Arbitrage : Eric Tattersall | Al Lang Stadium, St. Petersburg Spectateurs : 1 098 Arbitrage : Eric Tattersall |
|                 | Rapport                                                  |         |                      | Al Lang Stadium, St. Petersburg Spectateurs : 1 098 Arbitrage : Eric Tattersall | Al Lang Stadium, St. Petersburg Spectateurs : 1 098 Arbitrage : Eric Tattersall |

| 10 octobre 2020 | Louisville City          | 2 - 0   | Riverhounds de Pittsburgh |                                                                              |                                                                              |
|                 | Lancaster 17e · Bone 86e | (1 - 0) |                           | Lynn Family Stadium, Louisville Spectateurs : 4 900 Arbitrage : Elton Garcia | Lynn Family Stadium, Louisville Spectateurs : 4 900 Arbitrage : Elton Garcia |
|                 | Rapport                  |         |                           | Lynn Family Stadium, Louisville Spectateurs : 4 900 Arbitrage : Elton Garcia | Lynn Family Stadium, Louisville Spectateurs : 4 900 Arbitrage : Elton Garcia |

| 10 octobre 2020 | Independence de Charlotte | 1 - 2                 | Battery de Charleston |                                                                              |                                                                              |
|                 | Roberts 64e               | (0 - 1, 1 - 1, 1 - 2) | 3e Daley · 101e Bosua | Sportsplex at Matthews, Matthews Spectateurs : 100 Arbitrage : Lukasz Szpala | Sportsplex at Matthews, Matthews Spectateurs : 100 Arbitrage : Lukasz Szpala |
|                 | Rapport                   |                       |                       | Sportsplex at Matthews, Matthews Spectateurs : 100 Arbitrage : Lukasz Szpala | Sportsplex at Matthews, Matthews Spectateurs : 100 Arbitrage : Lukasz Szpala |

##### Ouest
| 10 octobre 2020 | Reno 1868                                           | 4 - 1   | Galaxy II de Los Angeles |                                                                           |                                                                           |
|                 | Partida 4e · Hertzog 35e 59e (pen.) · Langsdorf 53e | (2 - 1) | 10e Neal                 | Greater Nevada Field, Reno Spectateurs : 250 Arbitrage : Matthew Thompson | Greater Nevada Field, Reno Spectateurs : 250 Arbitrage : Matthew Thompson |
|                 | Rapport                                             |         |                          | Greater Nevada Field, Reno Spectateurs : 250 Arbitrage : Matthew Thompson | Greater Nevada Field, Reno Spectateurs : 250 Arbitrage : Matthew Thompson |

| 10 octobre 2020 | San Antonio FC | 0 - 1                 | New Mexico United |                                                                           |                                                                           |
|                 |                | (0 - 0, 0 - 0, 0 - 1) | 101e Wehan        | Toyota Field, San Antonio Spectateurs : 2 175 Arbitrage : Elijio Arreguin | Toyota Field, San Antonio Spectateurs : 2 175 Arbitrage : Elijio Arreguin |
|                 | Rapport        |                       |                   | Toyota Field, San Antonio Spectateurs : 2 175 Arbitrage : Elijio Arreguin | Toyota Field, San Antonio Spectateurs : 2 175 Arbitrage : Elijio Arreguin |

| 10 octobre 2020                   | Locomotive d'El Paso | 2 - 2 4 - 2 t. a. b.                       | FC Tulsa                        |                                                                                   |                                                                                   |
|                                   | Carrijó 19e 82e      | (1 - 1, 2 - 2, 2 - 2)                      | 38e Da Costa · 68e Chapman-Page | Southwest University Park, El Paso Spectateurs : 1 659 Arbitrage : Brandon Stevis | Southwest University Park, El Paso Spectateurs : 1 659 Arbitrage : Brandon Stevis |
|                                   | Rapport              |                                            |                                 | Southwest University Park, El Paso Spectateurs : 1 659 Arbitrage : Brandon Stevis | Southwest University Park, El Paso Spectateurs : 1 659 Arbitrage : Brandon Stevis |
| Ross · Rebellón · Ryan · Robinson | Tirs au but 4 - 2    | Altamirano · Moloto · Martínez · Bourgeois |                                 | Southwest University Park, El Paso Spectateurs : 1 659 Arbitrage : Brandon Stevis | Southwest University Park, El Paso Spectateurs : 1 659 Arbitrage : Brandon Stevis |

| 10 octobre 2020 | Rising de Phoenix | 1 - 0                 | Republic de Sacramento |                                                              |                                                              |
|                 | Asante 114e       | (0 - 0, 0 - 0, 0 - 0) |                        | Casino Arizona Field, Scottsdale Arbitrage : Elvis Osmanovic | Casino Arizona Field, Scottsdale Arbitrage : Elvis Osmanovic |
|                 | Rapport           |                       |                        | Casino Arizona Field, Scottsdale Arbitrage : Elvis Osmanovic | Casino Arizona Field, Scottsdale Arbitrage : Elvis Osmanovic |

#### Demi-finales de conférence

##### Est
| 17 octobre 2020 | Louisville City                   | 2 - 0   | Saint Louis FC |                                                                               |                                                                               |
|                 | Lancaster 18e · Adewole 83e (csc) | (1 - 0) |                | Lynn Family Stadium, Louisville Spectateurs : 4 900 Arbitrage : Lukasz Szpala | Lynn Family Stadium, Louisville Spectateurs : 4 900 Arbitrage : Lukasz Szpala |
|                 | Rapport                           |         |                | Lynn Family Stadium, Louisville Spectateurs : 4 900 Arbitrage : Lukasz Szpala | Lynn Family Stadium, Louisville Spectateurs : 4 900 Arbitrage : Lukasz Szpala |

| 17 octobre 2020 | Rowdies de Tampa Bay | 1 - 0   | Battery de Charleston |                                                                              |                                                                              |
|                 | Mkosana 79e          | (0 - 0) |                       | Al Lang Stadium, St. Petersburg Spectateurs : 1 301 Arbitrage : Ismir Pekmic | Al Lang Stadium, St. Petersburg Spectateurs : 1 301 Arbitrage : Ismir Pekmic |
|                 | Rapport              |         |                       | Al Lang Stadium, St. Petersburg Spectateurs : 1 301 Arbitrage : Ismir Pekmic | Al Lang Stadium, St. Petersburg Spectateurs : 1 301 Arbitrage : Ismir Pekmic |

##### Ouest
| 17 octobre 2020                                 | Reno 1868                | 2 - 2 4 - 5 t. a. b.                          | Rising de Phoenix          |                                                                         |                                                                         |
|                                                 | Hertzog 6e · Partida 40e | (2 - 1, 2 - 2, 2 - 2)                         | 45+2e Lambert · 71e Asante | Greater Nevada Field, Reno Spectateurs : 700 Arbitrage : Kevin Broadley | Greater Nevada Field, Reno Spectateurs : 700 Arbitrage : Kevin Broadley |
|                                                 | Rapport                  |                                               |                            | Greater Nevada Field, Reno Spectateurs : 700 Arbitrage : Kevin Broadley | Greater Nevada Field, Reno Spectateurs : 700 Arbitrage : Kevin Broadley |
| Hertzog · Alfaro · Richards · Gleadle · Apodaca | Tirs au but 4 - 5        | Farrell · Whelan · Calistri · King · Dadashov |                            | Greater Nevada Field, Reno Spectateurs : 700 Arbitrage : Kevin Broadley | Greater Nevada Field, Reno Spectateurs : 700 Arbitrage : Kevin Broadley |

| 17 octobre 2020                         | Locomotive d'El Paso | 1 - 1 5 - 3 t. a. b.              | New Mexico United |                                                                                |                                                                                |
|                                         | Mares 30e            | (1 - 0, 1 - 1, 1 - 1)             | 90+5e Parkes      | Southwest University Park, El Paso Spectateurs : 1 659 Arbitrage : Jon Freemon | Southwest University Park, El Paso Spectateurs : 1 659 Arbitrage : Jon Freemon |
|                                         | Rapport              |                                   |                   | Southwest University Park, El Paso Spectateurs : 1 659 Arbitrage : Jon Freemon | Southwest University Park, El Paso Spectateurs : 1 659 Arbitrage : Jon Freemon |
| Borelli · Ross · Ryan · Robinson · Zola | Tirs au but 5 - 3    | Sandoval · Wehan · Ryden · Parkes |                   | Southwest University Park, El Paso Spectateurs : 1 659 Arbitrage : Jon Freemon | Southwest University Park, El Paso Spectateurs : 1 659 Arbitrage : Jon Freemon |

#### Finales de conférence

##### Est
| 24 octobre 2020 | Louisville City      | 1 - 2   | Rowdies de Tampa Bay             |                                                                             |                                                                             |
|                 | Lachowecki 45e (csc) | (1 - 2) | 3e Steinberger · 45+3e Guenzatti | Lynn Family Stadium, Louisville Spectateurs : 4 900 Arbitrage : Jon Freemon | Lynn Family Stadium, Louisville Spectateurs : 4 900 Arbitrage : Jon Freemon |
|                 | Rapport              |         |                                  | Lynn Family Stadium, Louisville Spectateurs : 4 900 Arbitrage : Jon Freemon | Lynn Family Stadium, Louisville Spectateurs : 4 900 Arbitrage : Jon Freemon |

##### Ouest
| 24 octobre 2020                  | Rising de Phoenix | 1 - 1 4 - 2 t. a. b.          | Locomotive d'El Paso |                                                           |                                                           |
|                                  | Schweitzer 18e    | (1 - 0, 1 - 1, 1 - 1)         | 59e Rebellón         | Casino Arizona Field, Scottsdale Arbitrage : Elton Garcia | Casino Arizona Field, Scottsdale Arbitrage : Elton Garcia |
|                                  | Rapport           |                               |                      | Casino Arizona Field, Scottsdale Arbitrage : Elton Garcia | Casino Arizona Field, Scottsdale Arbitrage : Elton Garcia |
| Bakero · Whelan · Farrell · Moar | Tirs au but 4 - 2 | Carrijó · Ross · Ryan · Gómez |                      | Casino Arizona Field, Scottsdale Arbitrage : Elton Garcia | Casino Arizona Field, Scottsdale Arbitrage : Elton Garcia |

#### USL Championship 2020
Pour cette finale, l'équipe la mieux classée en saison régulière, à savoir le Rising de Phoenix doit accueillir la rencontre. Néanmoins, en raison d'incidents marqués par des propos homophobes tenus par Junior Flemmings envers Collin Martin lors du match face au Loyal de San Diego le 30 septembre 2020, les joueurs de San Diego décident de ne pas reprendre la rencontre pour la seconde période et se voient donc infliger une défaite par forfait, permettant à Phoenix d'engranger les trois points de la victoire malgré un score de 3-1 pour San Diego à la pause. Or, ces points obtenus de manière litigieuse permettent à Phoenix d'ultimement dépasser les Rowdies de Tampa Bay et Louisville City, les deux finalistes dans l'Est, au classement général de la saison régulière. En signe d'excuses et pour honorer la communauté LGBT insultée, Phoenix formule une requête afin de ne pas accueillir cette finale et offrir ce droit à Tampa Bay ou Louisville, ce que la ligue accepte le 20 octobre.
La rencontre prévue le 1er novembre est donc organisée au Al Lang Stadium de St. Petersburg, en Floride. Mais en raison de multiples cas de Covid-19 parmi les joueurs et l'encadrement technique des Rowdies de Tampa Bay, la finale est annulée l'avant-veille de sa tenue. Le report de la finale est un temps envisagé mais les délais requis pour appliquer la quarantaine et permettre un retour à l'entraînement aurait repoussé la date de trois à quatre semaines selon les officiels. L'option d'attribuer le titre au Rising de Phoenix sur la base du nombre de points obtenus par match (comme dans le cas du titre en USL League One 2021 qui fait face à la même situation sanitaire) n'est pas non plus retenue puisque Phoenix devance Tampa Bay par simplement deux points (pour le même nombre de rencontres), acquis grâce au forfait du Loyal de San Diego lors du dernier match de la saison régulière le 30 septembre.
Par conséquent, les deux finalistes sont reconnus comme vainqueurs de leurs conférences respectives mais le titre national n'est pas attribué en 2020.
| 1er novembre 2020 | Rowdies de Tampa Bay | Annulé | Rising de Phoenix | Al Lang Stadium, St. Petersburg |  |
|                   |                      |        |                   |                                 |  |

## Statistiques individuelles
| Rang | Joueur              | Équipe                     | Buts |
| ---- | ------------------- | -------------------------- | ---- |
| 1    | Junior Flemmings    | Rising de Phoenix          | 14   |
| 2    | Augustine Williams  | Galaxy II de Los Angeles   | 13   |
| 3    | Rufat Dadashov      | Rising de Phoenix          | 11   |
| 3    | Dane Kelly          | Independence de Charlotte  | 11   |
| 5    | Cameron Lancaster   | Louisville City            | 10   |
| 5    | Foster Langsdorf    | Reno 1868                  | 10   |
| 5    | Tyler Pasher        | Eleven d'Indy              | 10   |
| 8    | Neco Brett          | Legion de Birmingham       | 9    |
| 8    | Cal Jennings        | Memphis 901                | 9    |
| 10   | Dariusz Formella    | Republic de Sacramento     | 8    |
| 10   | Sebastián Guenzatti | Rowdies de Tampa Bay       | 8    |
| 10   | Jorge Gonzalez      | Timbers 2 de Portland      | 8    |
| 10   | Wilson Harris       | Sporting II de Kansas City | 8    |
| 10   | Luis Solignac       | San Antonio FC             | 8    |
| 10   | Darío Suárez        | FC Tulsa                   | 8    |
| 10   | Romario Williams    | Miami FC                   | 8    |

| Rang | Joueur              | Équipe                    | Passes |
| ---- | ------------------- | ------------------------- | ------ |
| 1    | Solomon Asante      | Rising de Phoenix         | 9      |
| 2    | Kenardo Forbes      | Riverhounds de Pittsburgh | 8      |
| 3    | Danny Barrera       | Athletic d'Hartford       | 7      |
| 3    | Christiano François | Reno 1868                 | 7      |
| 5    | Antoine Hoppenot    | Louisville City           | 6      |
| 6    | Xavier Báez         | Bold d'Austin             | 5      |
| 6    | Caden Clark         | Red Bulls II de New York  | 5      |
| 6    | Jonathan Dean       | Legion de Birmingham      | 5      |
| 6    | Bruno Lapa          | Legion de Birmingham      | 5      |
| 6    | Santi Moar          | Rising de Phoenix         | 5      |

## Récompenses individuelles

### Récompenses annuelles
| Trophée               | Joueur           | Équipe                     |
| --------------------- | ---------------- | -------------------------- |
| Meilleur joueur       | Solomon Asante   | Rising de Phoenix          |
| Meilleur buteur       | Junior Flemmings | Rising de Phoenix          |
| Meilleur passeur      | Solomon Asante   | Rising de Phoenix          |
| Meilleur entraîneur   | Troy Lesesne     | New Mexico United          |
| Meilleur entraîneur   | Ian Russell      | Reno 1868                  |
| Meilleur gardien      | Ben Lundt        | Louisville City            |
| Meilleur défenseur    | Forrest Lasso    | Rowdies de Tampa Bay       |
| Meilleur jeune joueur | Wilson Harris    | Sporting II de Kansas City |
| But de l'année        | Tobenna Uzo      | FC Tulsa                   |
| Arrêt de l'année      | Joe Kuzminsky    | Battery de Charleston      |

#### Onze type de l'année
| Poste      | Joueurs                 | Club                      |
| ---------- | ----------------------- | ------------------------- |
| Gardien    | Ben Lundt               | Louisville City           |
| Défenseurs | Forrest Lasso           | Rowdies de Tampa Bay      |
| Défenseurs | Kalen Ryden             | New Mexico United         |
| Défenseurs | Sean Totsch             | Louisville City           |
| Défenseurs | Thomas Vancaeyezeele    | Riverhounds de Pittsburgh |
| Milieux    | Kenardo Forbes (en)     | Riverhounds de Pittsburgh |
| Milieux    | Bruno Lapa              | Legion de Birmingham      |
| Milieux    | Speedy Williams (en)    | Louisville City           |
| Attaquant  | Solomon Asante          | Rising de Phoenix         |
| Attaquant  | Cameron Lancaster       | Louisville City           |
| Attaquant  | Augustine Williams (en) | Galaxy II de Los Angeles  |

| Club                      | Nombre de joueurs |
| ------------------------- | ----------------- |
| Louisville City           | 4                 |
| Riverhounds de Pittsburgh | 2                 |
| Legion de Birmingham      | 1                 |
| Galaxy II de Los Angeles  | 1                 |
| New Mexico United         | 1                 |
| Rising de Phoenix         | 1                 |
| Rowdies de Tampa Bay      | 1                 |

| Poste      | Joueurs                  | Club                      |
| ---------- | ------------------------ | ------------------------- |
| Gardien    | Brandon Miller           | Independence de Charlotte |
| Défenseurs | Leland Archer (en)       | Battery de Charleston     |
| Défenseurs | Alex Crognale (en)       | Legion de Birmingham      |
| Défenseurs | Neveal Hackshaw          | Eleven d'Indy             |
| Défenseurs | Jordan Scarlett          | Rowdies de Tampa Bay      |
| Milieux    | Christiano François (en) | Reno 1868                 |
| Milieux    | Kevin Partida            | Reno 1868                 |
| Milieux    | Chris Wehan              | New Mexico United         |
| Attaquant  | Rufat Dadashov (en)      | Rising de Phoenix         |
| Attaquant  | Dane Kelly               | Independence de Charlotte |
| Attaquant  | Tyler Pasher             | Eleven d'Indy             |

| Club                      | Nombre de joueurs |
| ------------------------- | ----------------- |
| Independence de Charlotte | 2                 |
| Eleven d'Indy             | 2                 |
| Reno 1868                 | 2                 |
| Legion de Birmingham      | 1                 |
| Battery de Charleston     | 1                 |
| New Mexico United         | 1                 |
| Rising de Phoenix         | 1                 |
| Rowdies de Tampa Bay      | 1                 |